# Émile Mayrisch
Albert Jacob Émile Mayrisch, né le 10 octobre 1862 à Eich, Grand-Duché de Luxembourg et mort le 5 mars 1928 à Châlons-sur-Marne, France, est un industriel et homme d'affaires luxembourgeois. Il a été président du directoire de l'Arbed.

## Famille
Émile Mayrisch appartient, du côté paternel, à une famille de médecins et, du côté maternel, à une famille de maîtres de forges. Il est le fils d'Édouard Mayrisch (1828-1873), médecin de la cour grand-ducale, et de Mathilde Metz, qui est la nièce de Norbert Metz, un des fondateurs de la sidérurgie luxembourgeoise moderne, député et homme politique influent de tendance libérale.
Il est marié à Aline de Saint-Hubert, une femme de lettres, militante des droits de l'homme, socialiste et philanthrope, et présidente de la Croix-Rouge luxembourgeoise (en). Ils ont eu une fille, Andrée Viénot, mariée à Pierre Viénot, et femme politique française.

## L'Arbed

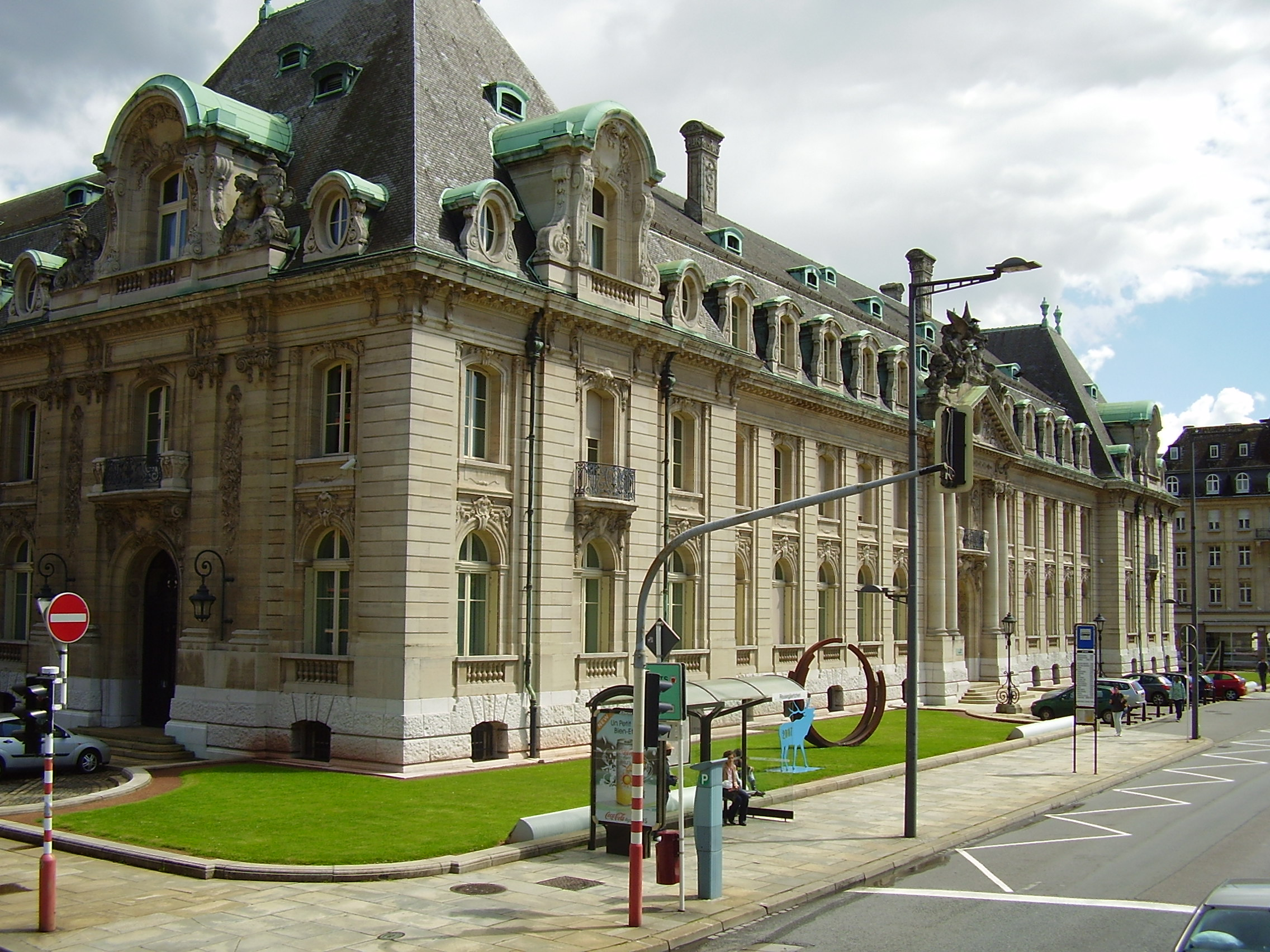
Le siège d'ARBED à Luxembourg, devenu le siège d'Arcelor puis d'ArcelorMittal abrite aujourd'hui des services de la BCEE..

Il est en 1911, avec le Belge Gaston Barbanson, le principal fondateur de l'ARBED (Aciéries réunies de Burbach-Eich-Dudelange). L'entreprise, née de la fusion de trois sociétés sidérurgiques luxembourgeoises, va devenir le fleuron de l'industrie du grand-duché. Émile Mayrisch en assure d'abord la direction technique, avant d'en devenir président après la Première Guerre mondiale.

## La construction d'une Europe de l'acier
Émile Mayrisch joue un rôle déterminant dans les négociations qui vont mener à la signature de la convention de l'Entente internationale de l'Acier, le 30 septembre 1926 à Bruxelles, par les sidérurgistes français, allemands (y compris sarrois), belges et luxembourgeois. Cet accord s'inscrit dans le mouvement qui se développe à cette époque en faveur d'une union douanière pan-européenne et préfigure la Communauté européenne du charbon et de l'acier (CECA). Il est le président du comité luxembourgeois de l'Union pan-européenne.

## Pour le rapprochement franco-allemand

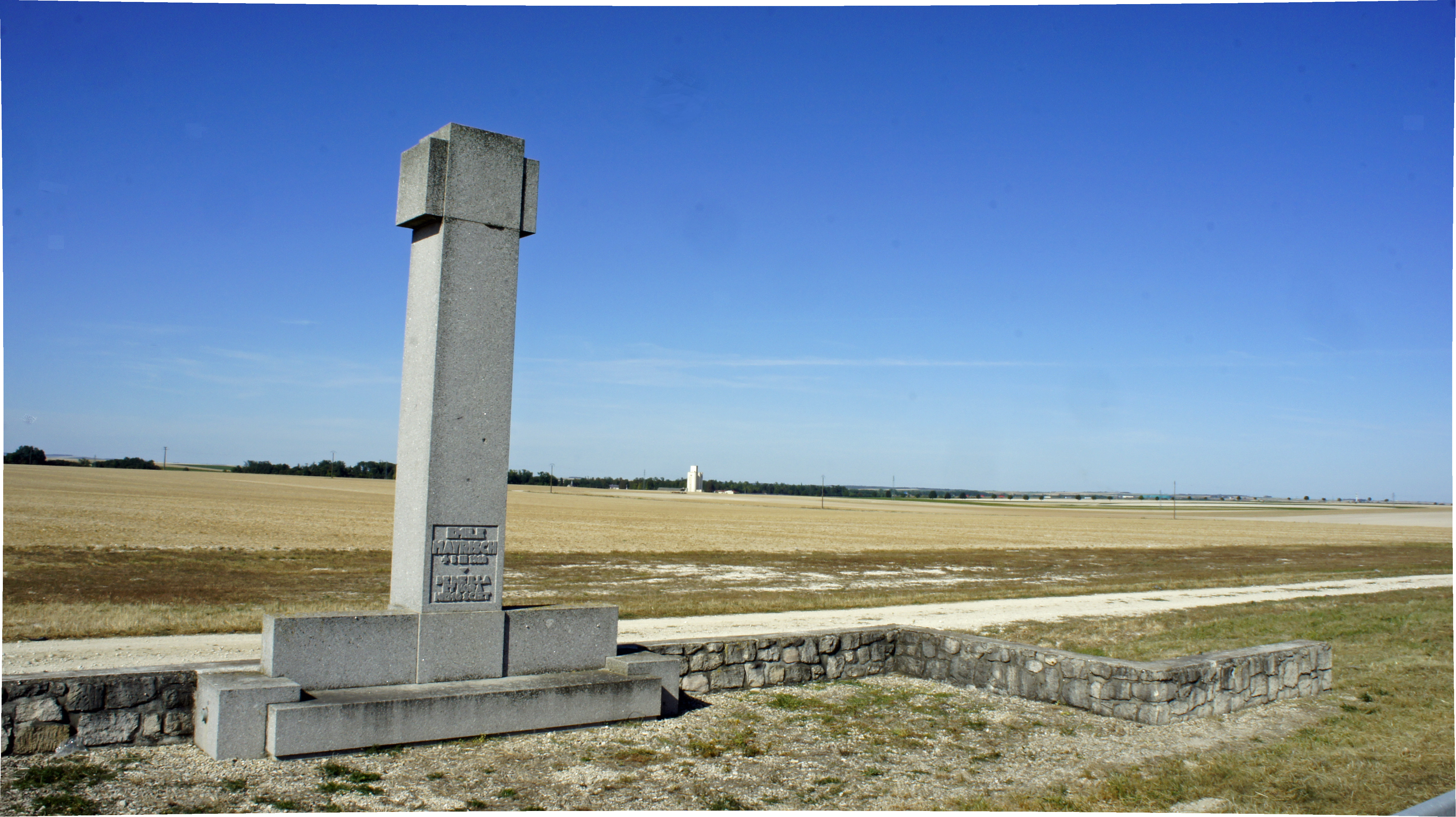
Monument en hommage à E. Mayrisch sur le lieu de l'accident.

Les négociations industrielles qu'il avait menées, aussi bien du côté allemand avant la guerre que du côté français après celle-ci, le préparaient à un rôle de médiateur pour aider au rapprochement des esprits entre les deux pays.
Avec l'aide essentielle de sa femme, qui lui apporte son vaste réseau de relations littéraires, il réunit régulièrement dans sa propriété de Colpach des intellectuels originaires des deux pays, ainsi que d'autres pays européens, pour promouvoir l'idée d'une communauté de culture européenne. Parmi les visiteurs de Colpach, on trouve André Gide, Jacques Rivière, Paul Claudel, Jean Schlumberger, Walter Rathenau, Karl Jaspers, Ernst Robert Curtius, Richard Coudenhove-Kalergi, etc.
Dans le contexte des accords de Locarno, avec l'appui tacite et officieux du Quai d'Orsay côté français, par l'intermédiaire notamment du diplomate Jacques Seydoux, il fonde le Comité franco-allemand d'information et de documentation (de), dont l'objectif est d'améliorer les relations franco-allemandes et de favoriser une collaboration économique entre les deux pays. 
Sa mort accidentelle en 1928 ne met pas un terme à ce comité, qui se compose essentiellement de patrons — par exemple René-Paul Duchemin, président de la Confédération générale de la production française, Charles Laurent, président de l'Union des industries et métiers de la métallurgie, Théodore Laurent, vice-président du Comité des forges, René Laederich, régent de la banque de France et président du syndicat général de l'industrie cotonnière, Henri de Peyerimhoff de Fontenelle, président du Comité des houillères de France —, mais aussi d'un évêque — Mgr Eugène Julien, évêque d'Arras, côté français, — ainsi que d'hommes de lettres et d'économistes, tels Lucien Romier, Pierre Lyautey, André Siegfried, Jean Schlumberger, Henri Lichtenberger ou Wladimir d'Ormesson,,,,,. Né dans le contexte de Locarno, le comité ne survit que quelques années à la mort de son fondateur, miné par le départ de Pierre Viénot en 1929, des intérêts divergents et des dissensions internes. Il paraît actif jusqu'en 1931, puis semble agoniser.
Émile Mayrisch meurt à Châlons-sur-Marne (aujourd'hui Châlons-en-Champagne) en 1928, des suites d'un accident de voiture qui avait eu lieu à Saint-Pierre (Marne) en direction de Paris. Le grand-duché lui fait des funérailles quasi nationales. Il repose dans le parc de son château à Colpach-Bas.
Un timbre-poste français de 0,20 franc lui est dédié en 1963, ainsi qu'un timbre luxembourgeois en 1978 et un en 1996. Depuis 2004, le centre hospitalier Émile-Mayrisch (CHEM), créé par la fusion des hôpitaux publics du bassin minier, porte son nom.